# Bagabadra

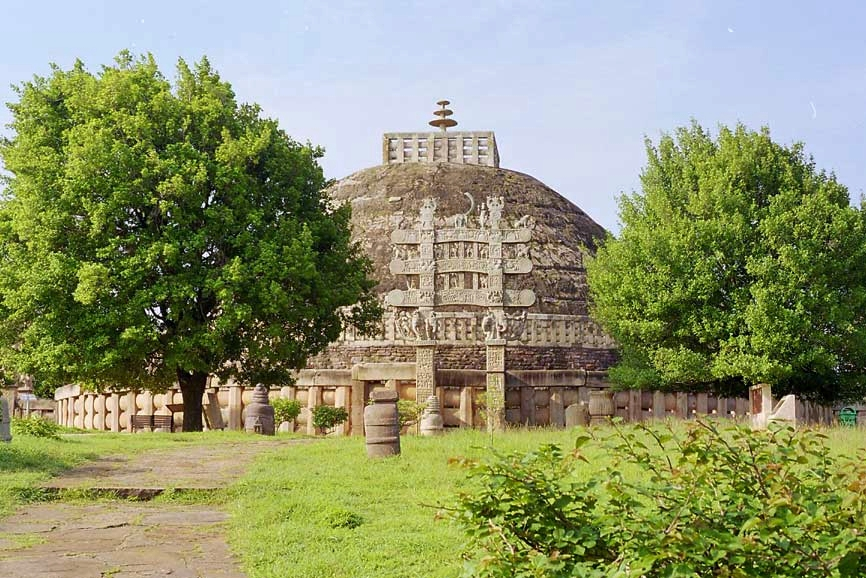
Algumas das obras de expansão na Grande estupa de Sanchi pode ter sido patrocinado pela Bagabadra.

Bagabadra ou Bhagabhadra foi o nono imperador do Império Sunga, dinastia que se estendeu num período de tempo entre o ano de 185 a.C. e o ano 73 a.C. Foi antecedido no trono por Vajramitra e sucedido por Devabuti.
Andraka ou Andhraka foi o quinto imperador da dinastia Sunga, dinastia que se estendeu num período de tempo entre o ano de 185 a.C. e o ano 73 a.C. Governou entre o ano 124 a.C. e o ano 122 a.C. Foi antecedido no trono por Vasumitra e sucedido por Pulindaca.